# Науседене, Диана
Диана Науседене (урожд. Непайте; род. 9 июля 1964, Клайпеда, Литовская ССР, СССР) — супруга президента Литвы Гитанаса Науседы, первая леди Литвы с 12 июля 2019 года.

## Биография
Диана Непайте родилась в Клайпеде. Отец был капитаном рыболовецкого судна, а мать - бухгалтером. У Дианы есть сестра, которая старше её на три года.
В 1987 году окончила факультет лёгкой промышленности Каунасского технологического института. Жила в Германии, затем вернулась в Литву, где закончила экономический факультет и шесть лет проработала в представительстве H&M. Впоследствии работала лектором в бизнес-школе Вильнюсского университета.
Выступая на мероприятии, посвященном женскому лидерству, в сентябре 2020 года, Науседене вызвала споры, когда заявила, что увеличение доли женщин в любой данной области не приводит автоматически к лучшим результатам, приведя в пример образование. Науседене была обвинена в том, что она обвиняет женщин в бедах литовской системы образования, заявив, что она полностью упустила из виду корень проблемы.
Диана сопровождает своего мужа Гитанасом Науседой, во время его межгосударственных визитов. В июне 2022 года, вместе со своим мужем, прибыла в Украину. В июле того же года, поехала в США, в честь 75-й годовщины образования НАТО.

## Личная жизнь
С 1990 года замужем за Гитанасом Науседой. У супругов две дочери: Угне и Гедайле, обе живут за границей.

## Награды
- Бельгия: Большой крест ордена Короны (24 октября 2022 года)
- Польша: Большой крест ордена Возрождения Польши (5 июля 2023 года)
- Украина: Орден княгини Ольги I степени (4 сентября 2023 года) — за весомый личный вклад в укрепление межгосударственного сотрудничества, поддержку государственного суверенитета и территориальной целостности Украины, популяризацию Украинского государства в мире[7][8]
- Германия: Большой крест ордена «За заслуги перед Федеративной Республикой Германия» (6 июля 2025 года)[9]